# Bokermannohyla nanuzae
Bokermannohyla nanuzae là một loài ếch trong họ Nhái bén. Chúng là loài đặc hữu của Brasil.
Các môi trường sống tự nhiên của chúng là các khu rừng khô nhiệt đới hoặc cận nhiệt đới, xavan ẩm, vùng đất ẩm có cây bụi nhiệt đới hoặc cận nhiệt đới, vùng cây bụi nhiệt đới hoặc cận nhiệt đới vùng đất cao, và sông. Loài này đang bị đe dọa do mất môi trường sống.
Nó được đặt tên theo Nanuza Luiza de Menezes, một trong số những nhà thực vật học quan trọng của Brasil.